# Palanzano
Palanzano is een gemeente in de Italiaanse provincie Parma (regio Emilia-Romagna) en telt 1331 inwoners (31-12-2004). De oppervlakte bedraagt 70,4 km², de bevolkingsdichtheid is 19 inwoners per km².
De volgende frazioni maken deel uit van de gemeente: Caneto, Isola, Lalatta, Nirone, Pratopiano, Ranzano, Ruzzano, Selvanizza, Trevignano, Vaestano, Vairo Inferiore, Valcieca, Zibana.

## Demografie
Palanzano telt ongeveer 668 huishoudens. Het aantal inwoners daalde in de periode 1991-2001 met 13,0% volgens cijfers uit de tienjaarlijkse volkstellingen van ISTAT.
| Jaar | Inwoneraantal |
| ---- | ------------- |
| 1991 | 1554          |
| 2001 | 1352          |
| 2011 | 1165          |

## Geografie
Palanzano grenst aan de volgende gemeenten: Corniglio, Monchio delle Corti, Neviano degli Arduini, Tizzano Val Parma, Ventasso (RE) en Vetto (RE).
1. ↑  https://demo.istat.it/?l=it.
2. ↑  (it) Popolazione Palanzano (2001-2018) Grafici su dati ISTAT. Tuttitalia.it. Geraadpleegd op 6 mei 2020.

Albareto · Bardi · Bedonia · Berceto · Bore · Borgo Val di Taro · Busseto · Calestano · Collecchio · Colorno · Compiano · Corniglio · Felino · Fidenza · Fontanellato · Fontevivo · Fornovo di Taro · Langhirano · Lesignano de' Bagni · Medesano · Mezzani · Monchio delle Corti · Montechiarugolo · Neviano degli Arduini · Noceto · Palanzano · Parma · Pellegrino Parmense · Polesine Parmense · Roccabianca · Sala Baganza · Salsomaggiore Terme · San Secondo Parmense · Sissa Trecasali · Solignano · Soragna · Sorbolo · Terenzo · Tizzano Val Parma · Tornolo · Torrile · Traversetolo · Valmozzola · Varano de' Melegari · Varsi · Zibello